# Paul Bonin
Paul Bonin (* 24. Mai 1960 in Hammersmith, London) ist ein englischer Musiker und Songwriter.

## Leben und Wirken
Bonin wuchs im Norden Londons auf. Seine musikalische Laufbahn begann 1978. 1979 spielte Bonin Bass in der Londoner Punk-Band „The Shit“, die bei einer Kundgebung der National Union of Students vor mehr als 5000 Leuten im Londoner Hyde Park spielte. Von 1980 bis 1982 war er Bassist der Band The Jetset, in der auch Paul Bevoir spielte. Er nahm mit der Band mehrere Platten auf und ging mit ihr auf Tourneen. Während dieser Zeit arbeitete Bonin für den Medienmogul Clive Banks in der Parker Street.
Nach seinem Umzug nach Berlin im Jahr 1986 gründete Bonin mit Stephan Hilleckenbach und Stefan Gerhard die Street-Punk-Band „The Magoo Brothers“, die bis zu ihrer Auflösung 1989 in ganz Europa mit über 400 Konzerten auf Tour war. 1988 veröffentlichte die Band das Album „Beyond Believeable“. Er tourte durch die neuen unabhängigen osteuropäischen Staaten und spielte 1992 beim Jūrmala Festival in Riga, Lettland, das auch im Fernsehen übertragen wurde, im gleichen Jahr auf dem ukrainischen nationalen Festival Maria und im Folgejahr als Support von Marc Almond auf dem Sopot Festival.
In den späten 1990er Jahren gründete er die Band „King Bastard“ (mit Tex Morton an der Gitarre), mit der er mehrere Alben aufnahm. Ihr Song „Time on My Hands“ wurde im Film von Sven Regeners Roman „Herr Lehmann“ unter Regie von Leander Haußmann benutzt. Bonin und Regener arbeiteten 2001 zusammen bei der Element-of-Crime-Platte „Romantik“, wo Bonin als Hintergrundsänger beteiligt war.
Weitere Songs von Bonin erschienen in einigen Film- und Fernsehproduktionen.
2004 unterzeichnete Bonin einen Exklusiv-Vertrag mit Universal Music. Weiterhin arrangierte und co-produzierte Bonin unter anderem mit Moses Schneider (Beatsteaks, Tocotronic) und mit Christian Geller (Banaroo, No Angels), Vanessa Petruo und Apocalyptica.
Bonin ging auf Tour mit Ben Hamilton und spielte bei den The Say Highs, unter anderem auch als Support für The Sea and Cake, Jack Peñate und Kula Shaker.
Anfang 2009 gründete Bonin seine Band „The Chosen Few“, mit der er auch im Studio war.

## Diskografie (Auswahl)
- „At School“ – Magoo Brothers (Sanft u. Mutig) – „Sucht“-Compilation
- „Beyond Believable“- Magoo Brothers (Bouncing (Pastel) / Constrictor) – Album
- „The Equestrian“ – Paul Bevoir (Polystar) – Dumb Angel – Album
- „Summer In The Rain“ – Paul Bonin – (FNAC) – Compilation
- „A Million Places“ – King Bastard (EMI) – Big Noize Compilation
- „Moonman Underground“ – King Bastard (Virgin) – Fetensause Compilation
- „A Million Places“ – King Bastard (Edel) – „Gute Zeiten – Schlechte Zeiten“-Compilation
- „Romantik“ – Element of Crime (Motor) – Vocal tracks for Album
- „Time on my Hands“ / „Fly“ – King Bastard (Rabazco/BMG) – Single
- „Sensational“ – Martin Kesici (Polystar) – Single / Bravo Hits Compilation
- „Nitro 17“ – Nitro 17 (BFS) – Album
- „Blood Runs Cold“ – Soul Doctor (Metal Heaven) – Album
- „Back to the Bone“ – Soul Doctor (Metal Heaven) – Album